# العلاقات التوفالية الموريشيوسية
العلاقات التوفالية الموريشيوسية هي العلاقات الثنائية التي تجمع بين توفالو وموريشيوس.

## مقارنة بين البلدين
هذه مقارنة عامة ومرجعية للدولتين:
| وجه المقارنة                                              | توفالو                         | موريشيوس                 |
| --------------------------------------------------------- | ------------------------------ | ------------------------ |
| المساحة (كم2)                                             | 26                             | 2.04 ألف                 |
| عدد السكان (نسمة)                                         | 11.19 ألف                      | 1.26 مليون               |
| الكثافة السكانية (ن./كم²)                                 | 43.04 ألف                      | 617.65                   |
| العاصمة                                                   | فونافوتي                       | بورت لويس                |
| اللغة الرسمية                                             | اللغة التوفالوية، لغة إنجليزية | لغة إنجليزية، لغة فرنسية |
| العملة                                                    | دولار توفالو                   | روبي موريشي              |
| الناتج المحلي الإجمالي (بليون دولار)                      | 39.73 مليون                    | 13.34 مليار              |
| الناتج المحلي الإجمالي (تعادل القوة الشرائية) بليون دولار | 38.93 مليون                    | 25.36 مليار              |
| الناتج المحلي الإجمالي الاسمي للفرد دولار أمريكي          | 3.29 ألف                       | 9.25 ألف                 |
| الناتج المحلي الإجمالي للفرد دولار أمريكي                 | 3.77 ألف                       | 18.59 ألف                |
| مؤشر التنمية البشرية                                      |                                | 0.777                    |
| رمز المكالمات الدولي                                      | +688                           | +230                     |
| رمز الإنترنت                                              | .tv                            | .mu                      |
| المنطقة الزمنية                                           | ت ع م+12:00                    | ت ع م+04:00              |

## منظمات دولية مشتركة
يشترك البلدان في عضوية مجموعة من المنظمات الدولية، منها:
| علم المنظمة | اسم المنظمة                                 | تاريخ انضمام توفالو | تاريخ انضمام موريشيوس |
| ----------- | ------------------------------------------- | ------------------- | --------------------- |
|             | مؤسسة التنمية الدولية                       | 24 يونيو 2010       | 23 سبتمبر 1968        |
|             | يونسكو                                      | 21 أكتوبر 1991      | 25 أكتوبر 1968        |
|             | الأمم المتحدة                               | 5 سبتمبر 2000       | 24 أبريل 1968         |
|             | مجموعة دول أفريقيا والكاريبي والمحيط الهادئ | ?                   | ?                     |
|             | دول الكومنولث                               | ?                   | ?                     |
|             | الاتحاد البريدي العالمي                     | ?                   | ?                     |
|             | البنك الدولي للإنشاء والتعمير               | 24 يونيو 2010       | 23 سبتمبر 1968        |
|             | الاتحاد الدولي للاتصالات                    | 15 أغسطس 1996       | 30 أغسطس 1969         |
|             | منظمة حظر الأسلحة الكيميائية                | ?                   | ?                     |
|             | تحالف الدول الجزرية الصغيرة                 | ?                   | ?                     |